# Gabriel García Moreno

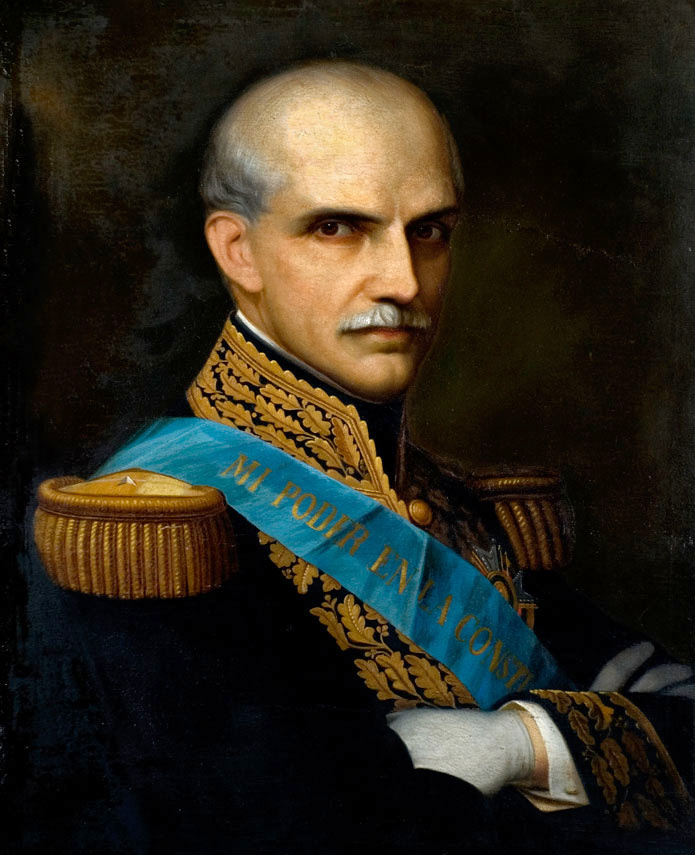
Gabriel García Moreno

Gabriel Gregorio García y Moreno y Morán de Buitrón, född 24 december 1821 i Guayaquil, död (mördad) 6 augusti 1875 i Quito, var Ecuadors president 1859-1865 och 1869-1875. Han dödades under inledningen av sin tredje presidentperiod.
García Moreno var den ecuadorianska konservatismens fader och den mest kontroversielle personen i Ecuadors historia. Han anses av de liberala historikerna vara landets värste tyrann men hyllas av de konservativa som den person som bidrog mest till landets uppbyggnad. Båda beskrivningarna kan vara riktiga då han dels var den som räddade Ecuador från att delas 1859, men styrde landet med järnhand under de följande ett och ett halvt decennierna och samtidigt visade sig vara en extremt komplicerad personlighet.
García Moreno föddes under blygsamma förhållanden i Guayaquil och studerade i Quito där han gifte sig in i den lokala aristokratin. Efter de revolutionära upproren 1848 reste han till Europa för att studera under framstående katolska teologer, studier som fick ett stort inflytande på hans framtida ledning av landet.
President García Moreno såg Romersk-katolska kyrkan som en beståndsdel i den ecuadorianska kulturen, som genom sin tyngdpunkt på ordning, hierarki och disciplin kunde ena landet efter de många kriserna och oroligheterna under 1850-talet. Katolicismen fick således en framstående ställning i var och en av de båda konstitutionerna han införde: Stadgarna 1861 som förklarade katolicismen som den enda religionen och dess ersättare 1869, som utöver sexårigt presidentskap och obegränsat omval av presidenten gjorde medborgarskap beroende av tillgivenhet till den romersk-katolska religionen. 1863 förkunnade García Moreno det första konkordatet med Vatikanen och gav den ecuadorianska romersk-katolska kyrkan omfattande makt, framför allt inom utbildningssektorn. Ett decennium senare beslutade vasallstatskongressen att republiken skulle bekänna sig till Jesu heliga hjärta.
Trots dessa kyrkliga värderingar som hade fått många historiker att kalla hans regim en teokrati, kritiserades García Moreno av de lokala prästerna för att vara fanatisk. Presidenten ersatte då många av dessa med utländska präster i ett försök att återuppliva den romersk-katolska kyrkan i Ecuador, som han ansåg vara fördärvad och splittrad.
General José María Urbina organiserade 1864 en invasion som García Moreno slog tillbaka med hjälp av general Juan José Flores. García Moreno var skoningslös mot de tillfångatagna rebellerna liksom med många inom oppositionen och han förändrade även presidentens successionsordning. 1867 övertog han ledningen för inrättandet av en andra vasallstat då han ansåg att hans handplockade efterträdare på presidentposten var otillräcklig. Han avsatte vasallstatsregeringen 1869 då han insåg att liberalerna skulle vinna de pågående valen. Samma år bildade han formellt det konservativa partiet Partido Conservador.
Strax efter att han 1875 hade påbörjat sin tredje presidentperiod höggs han till döds av en machetebeväpnad colombian på trappan till presidentpalatset. De exakta motiven till mordet är okända men hans största kritiker, den liberale journalisten Juan Montalvo, förklarade att "min penna dödade honom".